# Witalij Lalka
Witalij Witalijowycz Lalka, ukr. Віталій Віталійович Лялька (ur. 8 lipca 1996 w Browarach) – ukraiński hokeista, reprezentant Ukrainy.

## Kariera
- Traktor Czelabińsk – zespoły młodzieżowe (2008-2011)
- Biłyj Bars Biała Cerkiew – juniorzy (2011-2012)
- Biłyj Bars Biała Cerkiew (2012-2013)
- Mołoda Hwardija Donieck (2013-2014)
- Kristałł Bierdsk (2014-2015)
- Sokoł Krasnojarsk (2015-2016)
- Generals Kijów (2016)
- Donbas Donieck (2016-2021)
- HC 21 Prešov (2021-2022)
- HK Krzemieńczuk (2022-)

Jako Ukrainiec 2013 rozpoczął występy w juniorskiej lidze rosyjskiej MHL. Od września 2015 do połowy 2016 zawodnik Sokoła Krasnojarsk. Od sierpnia 2016 zawodnik Generals Kijów. Od listopada 2016 zawodnik Donbasu Donieck. Pod koniec listopada 2021 przeszedł do słowackiej drużyny HC 21 Prešov. Przed sezonem 2022/2023 został graczem HK Krzemieńczuk.
W barwach Ukrainy uczestniczył w turniejach mistrzostw świata juniorów do lat 18 w 2013, 2014 (Dywizja I), mistrzostw świata juniorów do lat 20 w 2014, 2015 (Dywizja I), mistrzostw świata seniorów w 2015, 2017, 2018, 2019, 2022, 2023, 2024 (Dywizja IB), 2025 (Dywizja IA).

## Sukcesy
Reprezentacyjne
- Awans do MŚ Dywizji I Grupy A: 2024

Klubowe
- Złoty medal mistrzostw Ukrainy: 2017, 2018, 2019, 2021 z Donbasem Donieck
- Srebrny medal mistrzostw Ukrainy: 2020 z Donbasem Donieck, 2023 z HK Krzemieńczuk

Indywidualne
- Mistrzostwa świata do lat 18 w hokeju na lodzie mężczyzn 2013/I Dywizja#Grupa B:
  - Piąte miejsce w klasyfikacji asystentów turnieju: 4 asysty[10]
- Ukraińska Hokejowa Liga (2016/2017):
  - Autor pierwszego hat-tricka w historii UHL[11]
- Ukraińska Hokejowa Liga (2017/2018):
  - Najlepszy zawodnik miesiąca – listopad 2017, marzec 2018[12]
  - Drugie miejsce w klasyfikacji strzelców w sezonie zasadniczym: 33 gole[13]
  - Siódme miejsce w klasyfikacji kanadyjskiej w sezonie zasadniczym: 58 punktów[14]
  - Drugie miejsce w klasyfikacji strzelców w fazie play-off: 6 goli[15]
  - Pierwsze miejsce w klasyfikacji asystentów w fazie play-off: 14 asyst[16]
  - Pierwsze miejsce w klasyfikacji kanadyjskiej w fazie play-off: 20 punktów[16]
  - Pierwsze miejsce w klasyfikacji +/- w fazie play-off: +13[17]
  - Najbardziej Wartościowy Zawodnik (MVP) fazy play-off[18]
- Ukraińska Hokejowa Liga (2018/2019):
  - Najlepszy zawodnik miesiąca – październik 2018, grudzień 2018[12]
  - Drugie miejsce w klasyfikacji strzelców w sezonie zasadniczym: 30 goli[19]
  - Czwarte miejsce w klasyfikacji asystentów w sezonie zasadniczym: 29 asyst[20]
  - Drugie miejsce w klasyfikacji kanadyjskiej w sezonie zasadniczym: 59 punktów[21]
  - Trzecie miejsce w klasyfikacji strzelców w fazie play-off: 5 goli[22]
  - Piąte miejsce w klasyfikacji asystentów w fazie play-off: 7 asyst[23]
  - Czwarte miejsce w klasyfikacji kanadyjskiej w fazie play-off: 12 punktów[24]
- Mistrzostwa Świata w Hokeju na Lodzie 2019/I Dywizja#Grupa B:
  - Pierwsze miejsce w klasyfikacji strzelców turnieju: 6 goli[25]
  - Drugie miejsce w klasyfikacji kanadyjskiej turnieju: 7 punktów[26]
- Ukraińska Hokejowa Liga (2020/2021):
  - Pierwsze miejsce w klasyfikacji strzelców w fazie play-off: 6 goli[27]
  - Czwarte miejsce w klasyfikacji asystentów w fazie play-off: 5 asyst[28]
  - Pierwsze miejsce w klasyfikacji kanadyjskiej w fazie play-off: 11 punktów[29]
- Mistrzostwa Ukrainy w hokeju na lodzie (2022/2023):
  - Pierwsze miejsce w klasyfikacji strzelców
  - Najbardziej Wartościowy Zawodnik (MVP) w rundzie zasadniczej[30]
- Mistrzostwa Ukrainy w hokeju na lodzie (2023/2024):
  - Najlepszy napastnik sezonu[31]
- Mistrzostwa Ukrainy w hokeju na lodzie (2024/2025):
  - Najskuteczniejszy zawodnik sezonu[32]